# Болекей
Болекей, Булакай-хан (XVIII в — 1808) — казахский султан, хан Младшего жуза. Внук Абилхаир-хана, сын Ералы. Под его властью находились около 4 тыс. семей из рода шомекей, обитавших в нижнем течении и Сырдарии и вдоль реки Иргиз, и каракалпаки, жившие по берегу реки Жанадария. При поддержке влиятельных группировок (1770) Болекей стал ханом Хивы вместо Жангира, сына Кайып-хана. Но под нажимом Мухаммада Амина Болекей был изгнан из Хивы. В 1780 году Болекей стал ханом рода шомекей и основной части каракалпаков.
Дети — Касым, Саукым.